# Колин, Николай Фёдорович
Никола́й Фёдорович Ко́лин (фр. Nicolas Koline, нем. Nikolai Kolin; 7 мая 1878, Санкт-Петербург — 3 июня 1973, Наяк, США) — русский, французский и немецкий актёр.

## Биография
Родился 7 мая 1878 в Санкт-Петербурге. Получив педагогическое образование, в 1907 году принял решение поменять профессию. Начал актёрскую работу в 1-й Студии МХТ и десять лет был бессменным членом её правления. В МХТ с блеском выступал в «Двенадцатой ночи», «Сверчке на печи», «Селе Степанчикове» и многих других спектаклях. В 1-й Студии с учениками консерватории поставил оперу «Евгений Онегин». О своей работе в 1-й Студии МХТ писал:

Я не выходил из студии, разве когда был занят в самом МХТ. А почему не выходил? Очень просто: я жил в студии. Спал на диване (он так и назывался «колинский диван»), в комнате, где гримировался мужской персонал.
В кино в России не снимался, так как это запрещали Станиславский и Немирович-Данченко, оба не признававшие кино настоящим искусством.
В феврале 1920 года вместе со своим коллегой Ричардом Болеславским, поляком по происхождению, покинул Россию. Так как в Польше не было русскоязычных театров, выступал с лекциями о русской литературе, чтобы заработать на дальнейшую поездку в Париж.
Во Франции активно работал в кино, снявшись, в частности, в фильмах «Грустная авантюра» (1920) Якова Протазанова, «Костер пылающий» (1923) Ивана Мозжухина, «Песнь торжествующей любви» (1923) Виктора Туржанского, «Кин» (1924) Александра Волкова и «Наполеон» (1927) Абеля Ганса. В 1925 году совместно с Робером Пеги поставил в качестве режиссёра фильм «600 000 франков в месяц». Александр Куприн писал о нём в «Русской газете»:

Что сказать о Колине? Колин есть Колин. Огромный артист о многих гранях, и ему покамест – тесно. Когда же мы увидим Колина в пьесе, специально для него сделанной? Посмотрите, как его горячо полюбила французская публика: «V`la mon Kolin!» – приветствует его в скромных киноящиках Батиньоля и Бильянкура серая, но тёплая публика.
С 1928 года работал преимущественно в Германии. Как и все русские, оставшиеся в Германии после прихода к власти национал-социалистов, должен был предъявить доказательство своего арийского происхождения в так называемую «русскую службу доверия» (Russische Vertrauensstelle), которая находилась в Берлине по адресу Бляйбтройштрассе, 27 и контролировалась гестапо. В 1947 году после вызванной окончанием Второй мировой войны паузы продолжил сниматься в немецком кино, в том числе в фильмах Виктора Туржанского. В Западной Германии последний фильм с его участием, кинокомедия «Фронтовой петух», вышел на экраны в 1955 году.
В 1956 году уехал в США. Жил в бедности в Наяке (штат Нью-Йорк). По свидетельству Романа Гуля, друзья в складчину собирали для него деньги.
Скончался 3 июня 1973 года в возрасте девяноста пяти лет. Похоронен на русском кладбище в Ново-Дивееве.

## Фильмография

### Во Франции

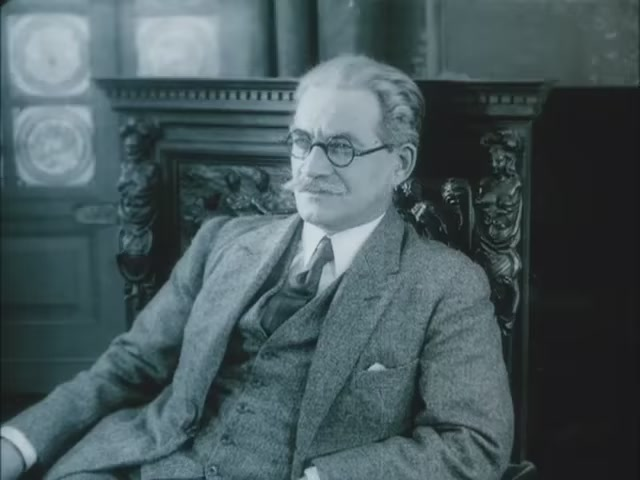
Николай Колин в фильме «Костер пылающий», 1923

- 1920 Грустная авантюра / L’Angoissante aventure
- 1921 Буря / La Tourmente
- 1921 Правосудие прежде всего / Justice d’abord
- 1921 Сказки тысячи и одной ночи / Les Contes de mille et une nuits
- 1922 Карнавальная ночь / Nuit de carnaval
- 1923 Костер пылающий / Le Brasier ardent
- 1923 Песнь торжествующей любви / Le Chant de l’amour triumphant
- 1924 Кин / Kean
- 1924 Парижский старьёвщик / Le Chiffonnier de Paris
- 1924 Душа актрисы / Âme d’artiste
- 1924 Женщина в маске / La Dame masquée
- 1924 Задача / La Cible
- 1925 Элегантный принц / Le Prince charmant
- 1925 600 000 франков в месяц / 600 000 francs par mois (режиссёр и актёр)
- 1926 Курьер царя / Михаил Строгов / Der Kurier des Zaren / Michael Strogoff
- 1927 Крокет / Croquette
- 1927 Наполеон / Napoléon
- 1927 Muche

### В Германии
- 1928 Тайны Востока / Geheimnisse des Orient
- 1928 Ура! Я живу! / Hurrah! Ich lebe!
- 1930 Шуты / Les Saltimbanques
- 1934 Наполеон Бонапарт / Napoléon Bonaparte
- 1935 Варьете / Variete
- 1936 Три Максима / Three Maxims
- 1937 С полуночи / Ab Mitternacht
- 1937 Люди без отечества / Menschen ohne Vaterland
- 1937 Патриоты / Patrioten
- 1938 Тайный знак ЛВ 17 / Geheimzeichen LB 17
- 1938 Княжеские ночи / Nuits de princes
- 1939 Губернатор / Der Gouverneur
- 1939 Чужая женщина / Die fremde Frau
- 1939 Тревога на станции III / Alarm auf der Station III
- 1940 Головин идет по городу / Golowin geht durch die Stadt
- 1940 Враги / Feinde
- 1941 Трижды свадьба / Dreimal Hochzeit
- 1941 Комедианты / Komödianten
- 1941 Иллюзия / Illusion
- 1942 Рембрандт / Rembrandt
- 1942 Удар по Баку / Anschlag auf Baku
- 1943 Мюнхгаузен / Münchhausen
- 1943 Тонелли / Tonelli
- 1943 Иоган / Johann
- 1944 Восточный экспресс / Orient-Express
- 1945 Жива и цветок виселицы / Shiva und die Galgenblume
- 1945 Дело Моландера / Der Fall Molander

### В Западной Германии
- 1947 На краю света / Am Ende der Welt
- 1948 Фильм без названия / Film ohne Titel
- 1948 Ночная вахта / Nachtwache
- 1948 Яблоко упало / Der Apfel ist ab
- 1948 Время с тобой / Die Zeit mit dir
- 1949 Ночь двенадцати / Die Nacht der Zwölf
- 1949 Трижды комедия / Dreimal Komödie
- 1949 Трагедия страсти / Tragödie der Leidenschaft
- 1949 Голубая соломенная шляпа / Der blaue Strohhut
- 1950 Человек, который ищет самого себя / Der Mann, der sich selbst sucht
- 1950 Лестница / Die Treppe
- 1951 Поступок другого / Die Tat des Anderen
- 1951 Тоска сердца / Die Sehnsucht des Herzen
- 1951 Женщины господина С. / Die Frauen des Herrn S.
- 1951 Тигр Акбар / Der Tiger Akbar
- 1952 Влекущие звезды / Lockende Sterne
- 1952 Яд в зоопарке / Gift im Zoo
- 1952 Куба Кабана / Cuba Cabana
- 1953 Сальто мортале / Salto Mortale
- 1954 Зауэрбрух — это была моя жизнь / Sauerbruch — Das war mein Leben
- 1954 Портрет незнакомки / Bildnis einer Unbekannten
- 1954 Молчаливый ангел / Der schweigende Engel
- 1954 Последнее лето / Der letzte Sommer
- 1955 Темная звезда / Der dunkle Stern
- 1955 Фронтовой петух / Der Frontgockel